# Александровская епархия
Алекса́ндровская епа́рхия — епархия Русской православной церкви, объединяющая приходы и монастыри в западной части Владимирской области (в границах Александровского, Киржачского, Кольчугинского, Петушинского и Юрьев-Польского районов). Входит в состав Владимирской митрополии.
Кафедральный собор: Рождественский в Александрове.
С 20 марта 2025 года правящий Архиерей — Стефан (Привалов).
В начале 2014 года в состав епархии входили около 80 приходов, несколько часовен и 11 действующих монастырей (5 мужских и 6 женских).

## История
Александровское викариатство Владимирской епархии было учреждено 14 (27) ноября 1923 года постановлением патриарха Тихона и Священного синода № 112 с назначением епископом Александровским Павла (Кратирова).
После 17 января 1935 года сведений об Александровских епископах нет.
Александровская епархия создана 16 марта 2013 года путём выделения из Владимиро-Суздальской епархии с включением в состав новообразованной Владимирской митрополии.

## Епископы
Александровское викариатство Владимирской епархии
- Павел (Кратиров) (27 ноября 1923 — ок. 1924)
- Леонид (Антощенко) (сентябрь 1932 — 17 января 1935)

Александровская епархия
- Евлогий (Смирнов) (16 июля 2013 — 30 мая 2014) в/у, митрополит Владимирский
- Евстафий (Евдокимов) (30 мая 2014 — 14 мая 2018)
- Иннокентий (Яковлев) (14 мая 2018 — 27 декабря 2024)
- Никандр (Пилишин) (27 декабря 2024 — 20 марта 2025) в/у, митрополит Владимирский
- Стефан (Привалов) (с 20 марта 2025 года)

## Благочиния
Епархия разделена на 7 церковных округов:
- Александровское благочиние (город Александров),
- Киржачское благочиние (город Киржач),
- Кольчугинское благочиние (город Кольчугино),
- Монастырское благочиние,
- Петушинское благочиние (город Петушки),
- Покровское благочиние (город Покров),
- Юрьев-Польское благочиние (город Юрьев-Польский).

## Известные храмы
- Собор Рождества Христова (Александров);
- Покровская церковь (Александров);
- Георгиевский собор (Юрьев-Польский);
- Церковь Успения Божией Матери (Петушки);
- Храм Бориса и Глеба в селе Волохове;
- Храм Святой Троицы (Карабаново);
- Храм Троицы Живоначальной в Горках.

## Монастыри
Мужские
- Введенский Никоновский монастырь (город Юрьев-Польский),
- Лукианова пустынь (Александровский район),
- Михайло-Архангельский монастырь (город Юрьев-Польский),
- Смоленская Зосимова пустынь (Александровский район),
- Космин Яхромский монастырь (Юрьев-Польский район),

Женские
- Введенский Островной монастырь (Петушинский район),
- Благовещенский монастырь (город Киржач),
- Никольский монастырь (Юрьев-Польский район),
- Петропавловский монастырь (город Юрьев-Польский),
- Скорбященский монастырь (Киржачский район),
- Успенский монастырь (город Александров).

На территории епархии расположен также ставропигиальный женский Махрищский монастырь, который подчиняется патриарху Московскому и всея Руси.

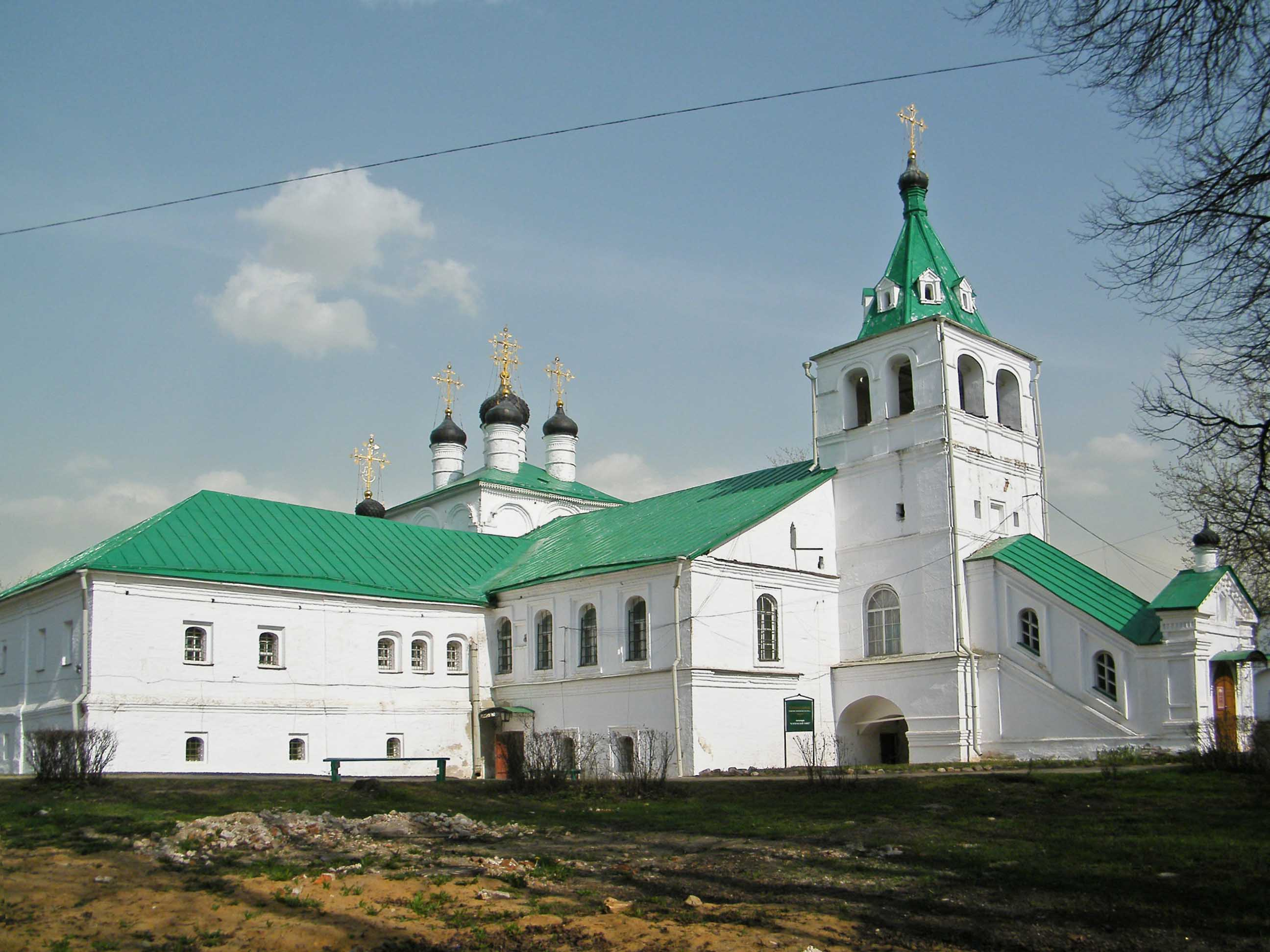
Успенский женский монастырь (Александров)
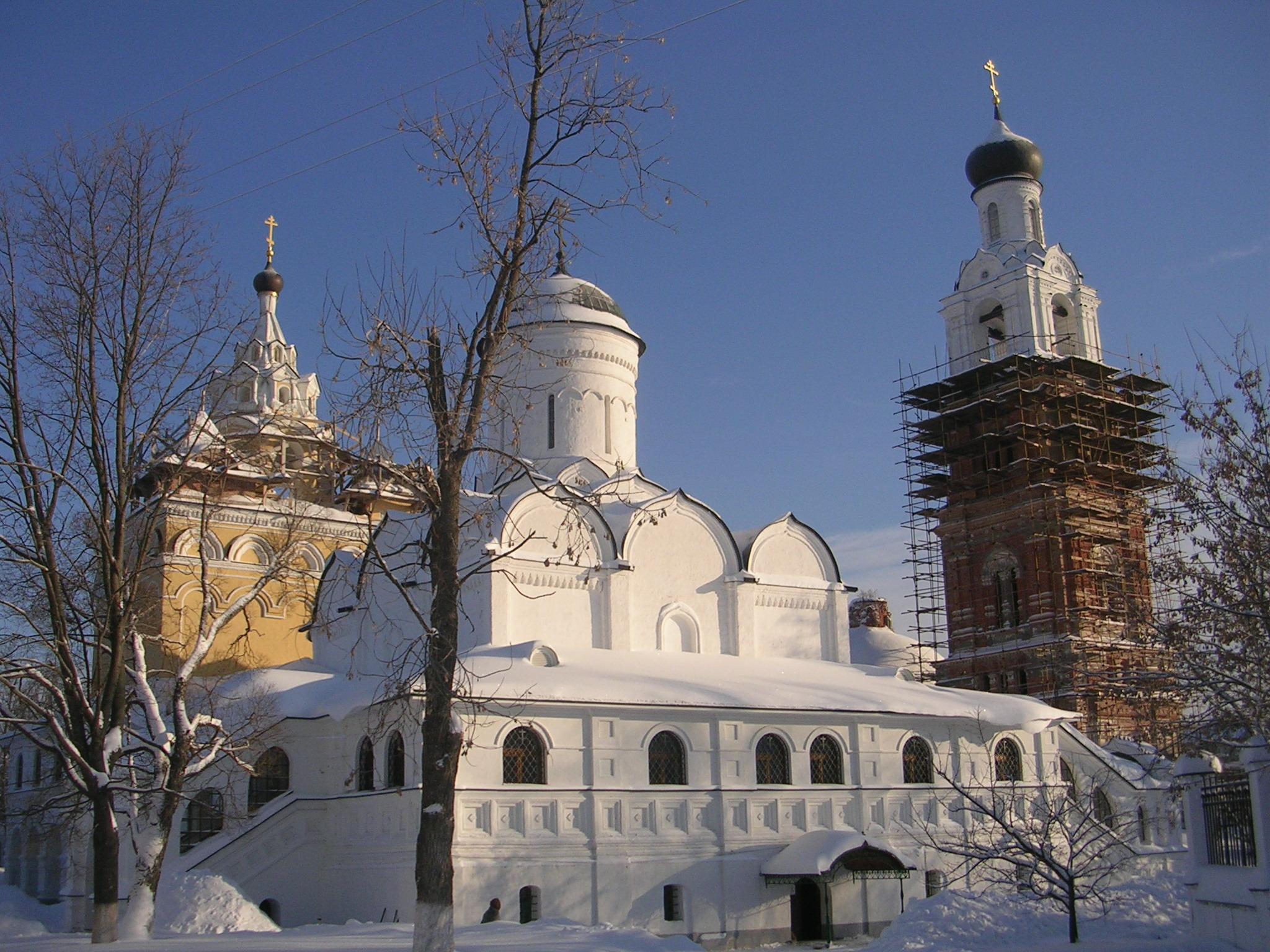
Благовещенский женский монастырь (Киржач)
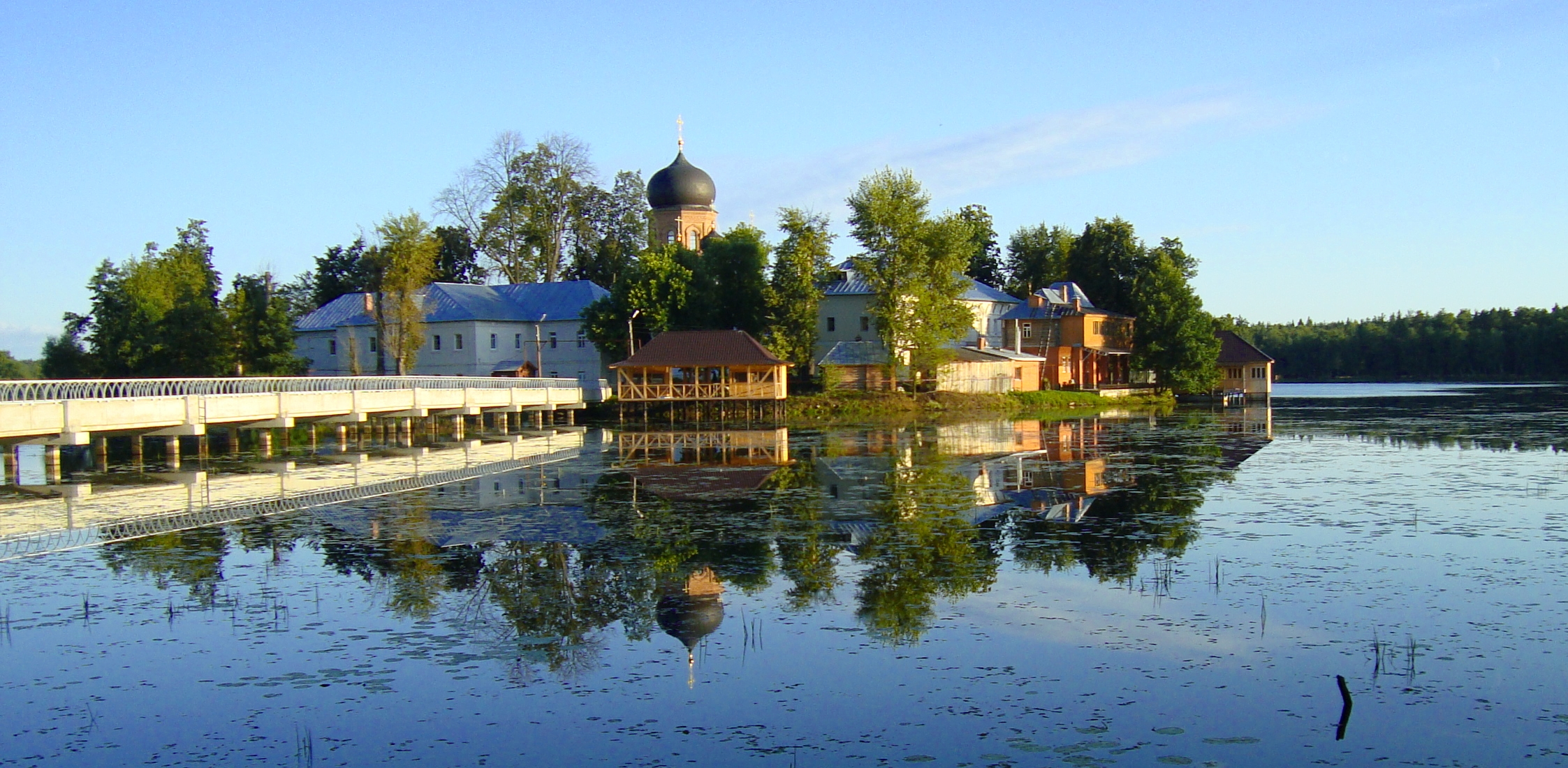
Введенский Островной монастырь (Петушинский район)